# Antonina i Sylwester Sielscy
Antonina i Sylwester Sielscy – Polacy odznaczeni medalem Sprawiedliwy wśród Narodów Świata przyznawanym przez Instytut Jad Waszem.
W czasie II wojny światowej przyjęli pod dach swojego domu we wsi Oblasy koło Janowca młode Żydówki Hannę i Etlę Wolberg, której pomagali aż do końca okupacji. 16-letnią dziewczynę, której udało się uciec z obozu na Majdanku, skierował do domu swoich rodziców Julian Sielski, sąsiad rodziny Wolberg.
W 2006 Sielscy zostali pośmiertnie uhonorowani izraelskim odznaczeniem Sprawiedliwi wśród Narodów Świata. 18 lipca 2007 w ich imieniu z rąk ambasadora Izraela Davida Pelega medal i dyplom honorowy odebrała Alina Miętek – córka Juliana Sielskiego.